# ERC Ingolstadt
ERC Ingolstadt (celým názvem: Eissport- und Rollschuh-Club Ingolstadt) je německý klub ledního hokeje, který sídlí v bavorském městě Ingolstadt. Založen byl v roce 1964. Německým mistrem se stal v roce 2014. Německý pohár vyhrál v roce 2005. Od sezóny 2002/03 působí v Deutsche Eishockey Lize, německé nejvyšší soutěži ledního hokeje. Klubové barvy jsou modrá a bílá.
Své domácí zápasy odehrává v Saturn-Areně s kapacitou 4 816 diváků.

## Získané trofeje
- Meisterschaft / Bundesliga / DEL ( 1× )
  - 2013/14
- Deutscher Eishockeypokal ( 1× )
  - 2004/05

## Přehled ligové účasti
Stručný přehled
Zdroj:
- 1975–1977: Eishockey-Landesliga Bayern (6. ligová úroveň v Německu)
- 1977–1978: Eishockey-Bayernliga (5. ligová úroveň v Německu)
- 1978–1979: Eishockey-Regionalliga Süd (4. ligová úroveň v Německu)
- 1979–1989: Eishockey-Oberliga Süd (3. ligová úroveň v Německu)
- 1989–1990: Eishockey-Landesliga Bayern (6. ligová úroveň v Německu)
- 1990–1991: Eishockey-Bayernliga (5. ligová úroveň v Německu)
- 1991–1994: Eishockey-Regionalliga Süd (4. ligová úroveň v Německu)
- 1994–1996: 2. Eishockey-Liga Süd (3. ligová úroveň v Německu)
- 1996–1998: 1. Eishockey-Liga Süd (2. ligová úroveň v Německu)
- 1998–1999: Eishockey-Bundesliga (2. ligová úroveň v Německu)
- 1999–2002: 2. Eishockey-Bundesliga (2. ligová úroveň v Německu)
- 2002– : Deutsche Eishockey Liga (1. ligová úroveň v Německu)

Jednotlivé ročníky
Zdroj:
Legenda: ZČ - základní část, červené podbarvení - sestup, zelené podbarvení - postup, fialové podbarvení - reorganizace, změna skupiny či soutěže
| Německo (1975 – ) |                          |           |                                                                                   |                                                                                   |                                                                                   |
| Sezóny            | Soutěž                   | Úroveň    | ZČ                                                                                | Play-off                                                                          | Poznámky                                                                          |
| 1975/76           | Landesliga Bayern        | 6. úroveň | ?. místo                                                                          |                                                                                   |                                                                                   |
| 1976/77           | Landesliga Bayern        | 6. úroveň | ?. místo                                                                          |                                                                                   | Postup                                                                            |
| 1977/78           | Bayernliga               | 5. úroveň | ?. místo                                                                          |                                                                                   | Postup                                                                            |
| 1978/79           | Regionalliga Süd         | 4. úroveň | 1. místo                                                                          | Vítěz                                                                             | Postup                                                                            |
| 1979/80           | Oberliga Süd             | 3. úroveň | 7. místo                                                                          |                                                                                   |                                                                                   |
| 1980/81           | Oberliga Süd             | 3. úroveň | 12. místo                                                                         |                                                                                   |                                                                                   |
| 1981/82           | Oberliga Süd             | 3. úroveň | 5. místo                                                                          |                                                                                   |                                                                                   |
| 1982/83           | Oberliga Süd             | 3. úroveň | 7. místo                                                                          |                                                                                   |                                                                                   |
| 1983/84           | Oberliga Süd             | 3. úroveň | 9. místo                                                                          | Baráž o Oberligu Süd, sk. A (1. místo)                                            |                                                                                   |
| 1984/85           | Oberliga Süd             | 3. úroveň | 7. místo                                                                          |                                                                                   |                                                                                   |
| 1985/86           | Oberliga Süd             | 3. úroveň | 2. místo                                                                          |                                                                                   |                                                                                   |
| 1986/87           | Oberliga Süd             | 3. úroveň | 1. místo                                                                          |                                                                                   |                                                                                   |
| 1987/88           | Oberliga Süd             | 3. úroveň | 7. místo                                                                          |                                                                                   |                                                                                   |
| 1988/89           | Oberliga Süd             | 3. úroveň | 8. místo                                                                          |                                                                                   | Odhlášení                                                                         |
| 1989/90           | Landesliga Bayern        | 6. úroveň | ?. místo                                                                          |                                                                                   | Postup                                                                            |
| 1990/91           | Bayernliga               | 5. úroveň | ?. místo                                                                          |                                                                                   | Postup                                                                            |
| 1991/92           | Regionalliga Süd         | 4. úroveň | 9. místo                                                                          | Baráž o Regionalligu Süd, sk. A (1. místo)                                        |                                                                                   |
| 1992/93           | Regionalliga Süd         | 4. úroveň | 6. místo                                                                          | Baráž o Oberligu Süd, sk. A (6. místo)                                            |                                                                                   |
| 1993/94           | Regionalliga Süd – sk. B | 4. úroveň | 1. místo                                                                          | Finálová skupina (4. místo)                                                       | Reorganizace                                                                      |
| 1994/95           | 2. Eishockey-Liga Süd    | 3. úroveň | 10. místo                                                                         | Skupina o udržení (2. místo)                                                      |                                                                                   |
| 1995/96           | 2. Eishockey-Liga Süd    | 3. úroveň | 1. místo                                                                          | Finále                                                                            | Postup                                                                            |
| 1996/97           | 1. Eishockey-Liga Süd    | 2. úroveň | 12. místo                                                                         | Play-out, 1. kolo (výhra)                                                         |                                                                                   |
| 1997/98           | 1. Eishockey-Liga Süd    | 2. úroveň | 3. místo                                                                          | Finálová skupina (11. místo)                                                      | Reorganizace                                                                      |
| 1998/99           | Bundesliga               | 2. úroveň | 13. místo                                                                         | Baráž o Bundesligu, sk. A (1. místo)                                              | Reorganizace                                                                      |
| 1999/00           | 2. Bundesliga            | 2. úroveň | 2. místo                                                                          | Finále                                                                            |                                                                                   |
| 2000/01           | 2. Bundesliga            | 2. úroveň | 1. místo                                                                          | Vítěz                                                                             |                                                                                   |
| 2001/02           | 2. Bundesliga            | 2. úroveň | 1. místo                                                                          | Finále                                                                            | Postup                                                                            |
| 2002/03           | Deutsche Eishockey Liga  | 1. úroveň | 12. místo                                                                         | Ne                                                                                |                                                                                   |
| 2003/04           | Deutsche Eishockey Liga  | 1. úroveň | 7. místo                                                                          | Semifinále Prohra s Eisbären Berlín 0 : 3                                         |                                                                                   |
| 2004/05           | Deutsche Eishockey Liga  | 1. úroveň | 5. místo                                                                          | Semifinále Prohra s Eisbären Berlín 1 : 3                                         |                                                                                   |
| 2005/06           | Deutsche Eishockey Liga  | 1. úroveň | Stříbrná medaile                                                                  | Čtvrtfinále Prohra s Hannover Scorpions 3 : 4                                     |                                                                                   |
| 2006/07           | Deutsche Eishockey Liga  | 1. úroveň | 4. místo                                                                          | Čtvrtfinále Prohra s Kölner Haie 2 : 4                                            |                                                                                   |
| 2007/08           | Deutsche Eishockey Liga  | 1. úroveň | 10. místo                                                                         | Předkolo Prohra s Hamburg Freezers 1 : 2                                          |                                                                                   |
| 2008/09           | Deutsche Eishockey Liga  | 1. úroveň | 12. místo                                                                         | Ne                                                                                |                                                                                   |
| 2009/10           | Deutsche Eishockey Liga  | 1. úroveň | 7. místo                                                                          | Semifinále Prohra s Hannover Scorpions 0 : 3                                      |                                                                                   |
| 2010/11           | Deutsche Eishockey Liga  | 1. úroveň | 6. místo                                                                          | Čtvrtfinále Prohra s Eisbären Berlin 1 : 3                                        |                                                                                   |
| 2011/12           | Deutsche Eishockey Liga  | 1. úroveň | Stříbrná medaile                                                                  | Semifinále Prohra s Adler Mannheim 1 : 3                                          |                                                                                   |
| 2012/13           | Deutsche Eishockey Liga  | 1. úroveň | 6. místo                                                                          | Čtvrtfinále Prohra s Krefeld Pinguine 2 : 4                                       |                                                                                   |
| 2013/14           | Deutsche Eishockey Liga  | 1. úroveň | 9. místo                                                                          | Finále Vítěz s Kölner Haie 4 : 3                                                  |                                                                                   |
| 2014/15           | Deutsche Eishockey Liga  | 1. úroveň | Bronzová medaile                                                                  | Finále Prohra s Adler Mannheim 2 : 4                                              |                                                                                   |
| 2015/16           | Deutsche Eishockey Liga  | 1. úroveň | 8. místo                                                                          | Předkolo Prohra s Straubing Tigers 0 : 2                                          |                                                                                   |
| 2016/17           | Deutsche Eishockey Liga  | 1. úroveň | 7. místo                                                                          | Předkolo Prohra s Fischtown Pinguins Bremerhaven 0 : 2                            |                                                                                   |
| 2017/18           | Deutsche Eishockey Liga  | 1. úroveň | 4. místo                                                                          | Čtvrtfinále Prohra s Adler Mannheim 1 : 4                                         |                                                                                   |
| 2018/19           | Deutsche Eishockey Liga  | 1. úroveň | 5. místo                                                                          | Čtvrtfinále Prohra s Kölner Haie 3 : 4                                            |                                                                                   |
| 2019/20           | Deutsche Eishockey Liga  | 1. úroveň | Ročník zrušen po odehrání základní části z důvodu epidemie koronaviru SARS-CoV-2. | Ročník zrušen po odehrání základní části z důvodu epidemie koronaviru SARS-CoV-2. | Ročník zrušen po odehrání základní části z důvodu epidemie koronaviru SARS-CoV-2. |
| 2020/21           | Deutsche Eishockey Liga  | 1. úroveň |                                                                                   | Semifinále Prohra s Eisbären Berlin 1 : 2                                         |                                                                                   |
| 2021/22           | Deutsche Eishockey Liga  | 1. úroveň | 7. místo                                                                          | Předkolo Prohra s Kölner Haie 0 : 2                                               |                                                                                   |
| 2022/23           | Deutsche Eishockey Liga  | 1. úroveň | Stříbrná medaile                                                                  | Finále Prohra s EHC Red Bull München 1 : 4                                        |                                                                                   |
| 2023/24           | Deutsche Eishockey Liga  | 1. úroveň | 9. místo                                                                          | Čtvrtfinále Prohra s Fischtown Pinguins 0 : 4                                     |                                                                                   |

## Účast v mezinárodních pohárech
Zdroj:
Legenda: SP - Spenglerův pohár, EHP - Evropský hokejový pohár, EHL - Evropská hokejová liga, SSix - Super six, IIHFSup - IIHF Superpohár, VC - Victoria Cup, HLMI - Hokejová liga mistrů IIHF, ET - European Trophy, HLM - Hokejová liga mistrů, KP - Kontinentální pohár
- KP 2001/2002 – Čtvrtfinálová skupina O (4. místo)
- SP 2008 – Základní skupina (5. místo)
- ET 2012 – Západní divize (3. místo)
- ET 2013 – Západní divize (6. místo)
- HLM 2014/2015 – Základní skupina H (4. místo)
- HLM 2015/2016 – Šestnáctifinále
- HLM 2016/2017 – Základní skupina D (3. místo)